# Scialle

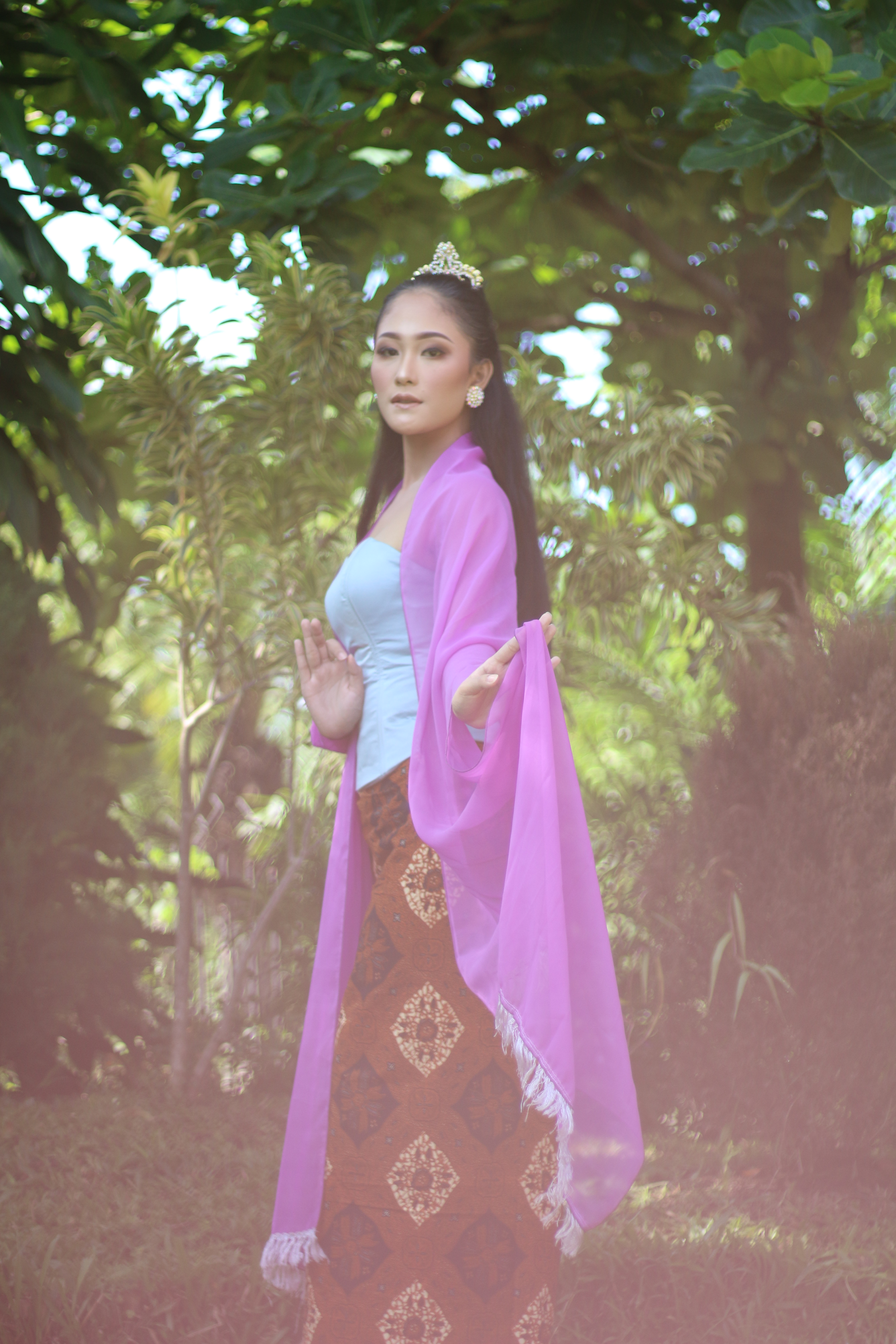
Donna con uno scialle

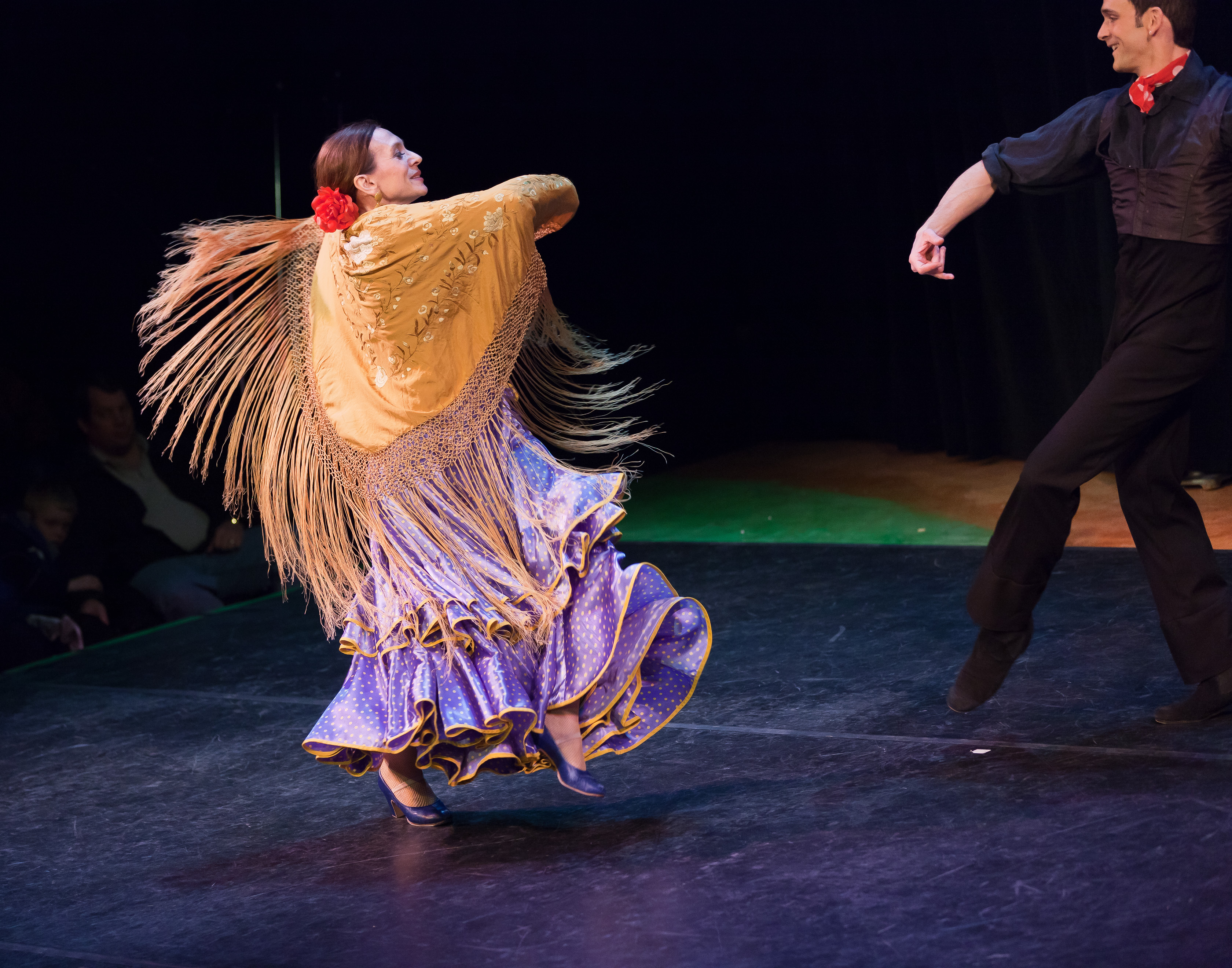
Ballerina di flamenco con un mantón di Manila

Lo scialle è un pezzo di tessuto da portare sulle spalle. Generalmente indossato dalle donne, ha forma quadrata, triangolare o circolare, può presentare delle frange e vari motivi decorativi e può essere in lana, seta, cotone o altro tessuto. Oltre a essere annodato sotto il mento, può essere legato al manico di una borsetta.

## Storia
Lo scialle si diffuse in Europa nell'Ottocento grazie ai soldati inglesi e francesi di ritorno dalle guerre in India. Agli inizi del secolo venivano usati dalle donne per proteggersi dal freddo invernale. Sempre nell'Ottocento, lo scialle, che era un simbolo di ricchezza a causa dei suoi costi elevati, divenne sempre più grande come conferma, ad esempio quello in crêpe de Chine o cachemire che era conosciuto come schall. Si diffusero anche altri tipi di scialle come quelli bianchi veneziani con motivi gotici, il ruy-blas, il burnus e il mantón di Manila spagnolo che, sebbene sia originario della Cina, prende il nome dalla città filippina in quanto quello era il luogo di partenza di tutte le merci orientali. Secondo il Dizionario della moda di Baldini+Castoldi, lo scialle era «un capo d'abbigliamento imperdibile (e talvolta imperdonabile) con tutti i suoi accostamenti giocati tra fiori e accessori da equitazione». Lo scialle è tutt'oggi indossato dalle donne e viene anche riproposto nel campo dell'alta moda.